# 埃布罗新村
埃布罗新村（西班牙語：Aldeanueva de Ebro）是西班牙拉里奥哈自治区的一个市镇。总面积39平方公里，总人口2424人（2001年），人口密度62人/平方公里。